# Russi Karanjia
Rustom Khurshedji Karanjia, född den 15 september 1912, död den 1 februari 2008, var en indisk journalist och redaktör. Han använde sig normalt av signaturen "R. K. Karanjia".

## Liv och karriär
Karanjia började att skriva journalistiskt under college och under 1930-talet var han anställd som biträdande redaktör på The Times of India. Han lämnade tidningen 1941 för att istället lansera Blitz, en tabloid med ett fokus på undersökande journalistik. Under andra världskriget rapporterade han om kriget i Burma och  Assam. Från mitten av 1990-talet drog han sig tillbaks från det offentliga livet och han dog i sitt hem i Mumbai vid en ålder av 95 år, den 1 februari 2008.